# A halálkártya
A halálkártya (eredeti cím: Tarot) 2024-es amerikai természetfeletti horrorfilm, amelyet Spenser Cohen és Anna Halberg írt és rendezett játékfilmes rendezői debütálásukban. A film Nicholas Adams 1992-es Horrorscope című regénye alapján készült. A főbb szerepekben Harriet Slater, Adain Bradley, Avantika, Wolfgang Novogratz, Humberly González, Larsen Thompson, Olwen Fouéré és Jacob Batalon látható.
Amerikában 2024. május 3-án jelent meg a Sony Pictures Releasing forgalmazásában. Magyarországon május 9-én mutatta be az InterCom Zrt.. Általánosságban negatív véleményeket kapott a kritikusoktól, és világszerte 46,9 millió dolláros bevételt gyűjtött.

## Cselekmény
Egy baráti társaság – Haley, Grant, Paxton, Paige, Madeline, Lucas és Elise - kibérel egy kastélyt a Catskill-hegységben Elise születésnapja alkalmából. A Haley és Grant nemrégiben történt szakítása miatti feszültséget azzal próbálják oldani, hogy Haley felolvassa a horoszkópjaikat egy pakli furcsa tarotkártyával, amit a pincében találtak. Elise a Főpapnőt kapja, és azt, hogy "fel fog mászni a siker létráján". Lucas a Remetét, Madeline az Akasztott embert, Paige és Paxton a Mágust, illetve a Bolondot. Miután Haley elárulja, hogy Grant maga teszi tönkre a kapcsolatukat, mivel ő kapta az Ördögöt, összevesznek. Végül Haley felolvassa saját horoszkópját, és megkapja a Halál kártyát.
Másnap a csoport visszatér az egyetemre. Elise-t megtámadja a Főpapnő egy szörnyszerű változata,  és halálra veri a padlásra vezető létrával. Lucast a vasútállomáson a Remete támadja meg, a fiúval egy száguldó vonat végez. Mindkét haláleset megfelel a korábbi tarot-olvasásnak, és a csoport azt gyanítja, valami nincs rendben a paklival.
Egy internetes kutatás után felkeresik Alma Astront, a tarot és az okkultizmus szakértőjét. Azonosítja a kártyákat, amelyek egy asztrológusé voltak. Ő a 18. század végén egy magyar gróf szolgálatában állt, és megjósolta neki a jövőt. Miután valóra vált egy jóslat, miszerint terhes felesége és gyermeke meghal a szülésben, a gyászoló gróf megparancsolta az embereinek, öljék meg az asztrológus lányát. A bánattól feldühödött asztrológus a kártyáival halálra ítélte a grófot és barátait, majd megölte magát. Előtte megátkozta pakliját, hogy az bárkit megöljön, aki használja. A kártyák több tarotolvasó csoport lemészárlásért felelősek. Alma a pakli megsemmisítésére sürgeti őket, amely még mindig a kastélyban van.
Útközben lerobban az autójuk, ekkor megtámadja őket az Akasztott Ember és megöli Madeline-t. Paxton rémülten otthagyja a többieket, és visszatér az egyetemre, de a Bolond üldözőbe veszi. Haley, Grant és Paige visszatérnek a kastélyba, de nem tudják elégetni a kártyákat, ezért Alma segítségét kérik. Alma megidézi az asztrológus szellemét, de az asztrológus jósolni kezd neki, és a Kardok Hatosa megöli a nőt.
Paige-et a Mágus kettéfűrészeli. Haley úgy dönt, ha elolvassa az asztrológus horoszkópját, talán vége lesz a történetnek. Miközben Grantet elhurcolja az Ördög, Haley megjósolja az asztrológus horoszkópját, és a Halált osztja ki neki. A fájdalmaktól gyötört Hale azt látja, hogy minden lapja fordítva áll. Végül elengedi betegségben elhunyt édesanyja miatti bánatát, és az asztrológus szellemét a lapokkal együtt elégeti. Haley és Grant kibékülnek és újra találkoznak Paxtonnal. Ő is túlélte az incidenst, miután szobatársa az utolsó pillanatban kinyitotta a liftajtót, eltüntetve a Bolondot.

## Szereplők
| Szerep   | Színész            | Magyar hang       |
| -------- | ------------------ | ----------------- |
| Haley    | Harriet Slater     | Mentes Júlia      |
| Grant    | Adain Bradley      | Jakab Márk        |
| Paxton   | Jacob Batalon      | Penke Bence       |
| Paige    | Avantika           | Urbán-Szabó Fanni |
| Madeline | Humberly González  | Kókai Tünde       |
| Lucas    | Wolfgang Novogratz | Fáncsik Roland    |
| Elise    | Larsen Thompson    | Márkus Luca       |
| Alma     | Olwen Fouéré       | Pálos Zsuzsa      |

### Magyar változat
- Főcím: Welker Gábor
- Magyar szöveg: Tóth Tamás
- Hangmérnök: Gábor Dániel
- Vágó: Kajdácsi Brigitta
- Gyártásvezető: Cabello-Colini Borbála
- Szinkronrendező: Nikodém Zsigmond
- Produkciós vezető: Hagen Péter

A szinkront a Mafilm Audio Kft. készítette el.

## A film készítése
A Deadline Hollywood értesülései szerint a Horrorscope 2022 júniusában készül el, Jacob Batalon, Alana Boden, Avantika Vandanapu és Adain Bradley szereplésével. A filmet Spenser Cohen és Anna Halberg rendezte és írta Nicholas Adams 1992-es, azonos című regénye alapján. Halberg és Cohen voltak a vezető producerek is. A projektet a Screen Gems készítette. Screen Gems also produced the film. 2022 júliusában Humberly González csatlakozott a szereplőgárdához. 2022 októberében Harriet Slater is csatlakozott a stábhoz.
2024 januárjában a filmet Tarot-ra átnevezték.

## Bemutató
A halálkártya megjelenését eredetileg 2024. június 28-ra tervezték, de 2024. május 10-re előrehozták. Az időpontot végül egy héttel előbbre, 2024. május 3-ra helyezték át.